# R.D. Laing
Ronald David Laing, född 7 oktober 1927 i Govanhill i Glasgow, död 23 augusti 1989 i Saint-Tropez i Frankrike, var en skotsk psykiater som skrev mycket om psykisk sjukdom, i synnerhet upplevelsen av psykos.
I sin ungdom studerade Laing existentialistisk filosofi, vilket påverkade hans syn på orsaker och behandling av psykiska sjukdomar. Som psykiater opponerade han sig mot ortodoxa behandlingar med bland annat ECT.
Laing betraktade patienters känslouttryck som giltiga reaktioner på levda erfarenheter, snarare än som symtom på psykisk sjukdom. Han betraktade schizofreni som en teori, snarare än en faktisk sjukdom. Han har beskrivit galenskap som "ett helt rationellt svar på en galen värld".
Laing anses ha tillhört den nya vänstern. Trots att han ofta förknippats med antipsykiatri, avvisade han etiketten. Han porträtteras av David Tennant i filmen Mad to Be Normal från 2017.
Tillsammans med bland annat medlemmarna i The Beatles skrev han under ett upprop i The Times den 24 juli 1967 om att legalisera cannabis. (Källa sajten www.beatlesnytt.se den 24 juli 2024.)

## Biografi
Laing föddes i Govanhill i Glasgow den 7 oktober 1927, det enda barnet till civilingenjör David Park MacNair Laing och Amelia Glen Laing (född Kirkwood). Laing studerade klassiska ämnen, främst filosofi, i Glasgow. Han studerade senare medicin vid University of Glasgow och avlade examen 1951.
Laing arbetade vid brittiska armén då han inte kunde delta i kriget på grund av sin astma. Där bevittnade Laing hur schizofreni behandlades med avsiktligt framkallad insulinkoma, ECT och lobotomi. Under sin tid i armén utvecklade Laing ett intresse för personer med psykiska störningar.
År 1953 blev Laing landets yngsta konsult någonsin då han började att arbeta vid Gartnavel Royal Hospital. Tre år senare, med hjälp av ett stipendium, började Laing studera vid Tavistock Institute (känt för sina studier av psykoterapi) i London. I mitten av 1960-talet grundade Laing tillsammans med kollegor en psykiatrisk grupp med residens där terapeuter och patienter bodde tillsammans.
Under denna tid blev Laing bekant med den norske författaren Axel Jensen och besökte dennes båt Shanti Devi i Stockholm. Laing ses, tillsammans med David Cooper och Thomas Szasz, som en viktig person inom antipsykiatrin. Laing förnekade dock aldrig värdet av behandling av mentala sjukdomar.
Laing ifrågasatte att mentala sjukdomar endast sågs som biologiska fenomen och utan hänsyn till sociala, kulturella eller intellektuella orsaker. Han ansåg också att schizofreni var en teori, inte ett medicinskt faktum. Han ifrågasatte användandet av antipsykotiska läkemedel och uppmanade till experiment med droger för rekreation.
Laing led själv av alkoholism och depression. Ett av Laings sex barn sade i en intervju år 2008 att det var ironiskt att fadern blev känd som familjepsykiater, då han inte hade något att göra med sin egen familj.
Laing dog av en hjärtinfarkt i Saint-Tropez den 23 augusti 1989.